# Bruno Putzulu

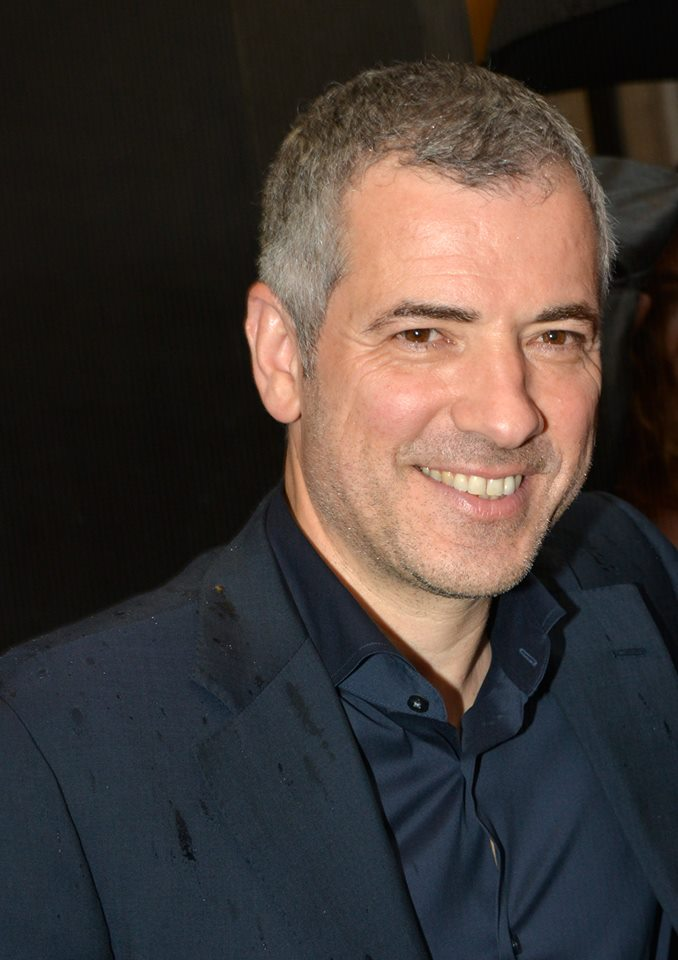
Bruno Putzulu bei der Molière-Verleihung 2018

Bruno François Guy Putzulu (* 24. Mai 1967 in Pont-Audemer, Eure) ist ein französischer Theater- und Filmschauspieler.

## Leben
Putzulu, dessen Vater aus Sardinien stammt, wuchs in der Normandie auf. Zunächst wollte er Fußballspieler werden; für mehrere Jahre war er Mitglied eines Amateurvereins. Als er Bruce Lee in einem Film sah, beschloss er Schauspieler zu werden. Im Jahr 1990 begann er am Conservatoire national supérieur d’art dramatique in Paris ein dreijähriges Schauspielstudium. Von 1994 bis 2002 stand er regelmäßig an der Comédie-Française auf der Theaterbühne. Dort traf er seinen Studienfreund Philippe Torreton wieder, der ihm den Regisseur Bertrand Tavernier vorstellte. Tavernier engagierte ihn schließlich für seinen Kriminalfilm Der Lockvogel (1995), mit dem Putzulu einem breiteren Publikum bekannt wurde.
Es folgten kleine Nebenrollen in Filmen wie Jefferson in Paris (1995) mit Nick Nolte. 1997 erhielt Putzulu für seine Leistung in Les aveux de l’innocent eine Nominierung für den César als Bester Nachwuchsdarsteller, den er schließlich 1999 in derselben Kategorie für Schule der Verführung gewinnen konnte. Im Jahr 2001 erhielt er die Hauptrolle in Jean-Luc Godards Film Auf die Liebe, nachdem Godard ihn in dem Liebesdrama Bis zur nächsten Station (1999) gesehen hatte. Ein Jahr später übernahm er die männliche Hauptrolle in dem Liebesfilm Irène (2002) an der Seite von Cécile de France. Noch im selben Jahr wurde Putzulu aufgrund seiner starken Persönlichkeit aus der Comédie-Française ausgeschlossen.
Mit Philippe Torreton in der Rolle von Napoleon Bonaparte war Putzulu als dessen bester Freund Franceschi Cipriani daraufhin in dem Historiendrama Monsieur N. (2003) zu sehen. Darauf folgte eine Rolle in der erfolgreichen Filmkomödie Père et fils als einer der drei Söhne von Philippe Noiret. In Holy Lola (2004) kam Putzulu neben Jacques Gamblin und Isabelle Carré erneut unter der Regie von Tavernier zum Einsatz. 2009 war er auch in Claude Berris letztem Film Der kleine Haustyrann zu sehen.
Im Jahr 2010 brachte Putzulu das Musikalbum Drôle de monde heraus, dessen Lieder er selbst geschrieben hatte und als Sänger interpretierte. Zuvor hatte er mit dem Buch Je me suis régalé (2007) Gespräche mit dem 2006 verstorbenen Philippe Noiret veröffentlicht, die 2014 auch als Hörbuch unter dem Titel Philippe Noiret. Une vie de comédien erschienen.

## Filmografie (Auswahl)
- 1994: Emmène-moi
- 1995: Der Lockvogel (L’appât)
- 1995: Jefferson in Paris
- 1995: Cinderella in Paris (Mécaniques célestes)
- 1995: Marie-Louise ou la permission
- 1996: Das Leben: Eine Lüge (Un héros très discret)
- 1996: Les aveux de l’innocent
- 1998: Schule der Verführung (Petits désordres amoureux)
- 1998: Ende der Geduld (Une minute de silence)
- 1999: Pourquoi pas moi?
- 1999: Bis zur nächsten Station (Les passagers)
- 1999: Codename Clown (Le sourire du clown)
- 1999: Les gens qui s’aiment
- 1999: George Dandin (TV-Film)
- 2000: Virilité
- 2001: De l’amour
- 2001: Auf die Liebe (Éloge de l’amour)
- 2002: (Entre nous)
- 2002: Lulu
- 2002: Irène
- 2002: Lilly’s Story
- 2003: Monsieur N.
- 2003: Père et fils
- 2003: Les clefs de bagnole
- 2003: Feindliche Waffenbrüder (La tranchée des espoirs) (TV-Film)
- 2003: Ein anderes Leben (La place de l’autre) (TV-Film)
- 2004: Holy Lola
- 2005: Les gens honnêtes vivent en France
- 2005: Belhorizon
- 2007: Dans les cordes
- 2007: Chez Maupassant (TV-Serie, eine Folge)
- 2008: La fabrique des sentiments
- 2009: Venus und Apoll (Vénus & Apollon) (TV-Serie, drei Folgen)
- 2009: Der kleine Haustyrann (Trésor)
- 2011: Les insomniaques
- 2011: L’âme du mal (TV-Film)
- 2012: L’étoile du jour
- 2013: Profiling Paris (TV-Serie, eine Folge)
- 2014: L’art de la fugue
- 2015: Cassandre – Le saut de l’ange (TV-Reihe, eine Folge)
- 2016: Heimliche Küsse (Baisers cachés) (TV-Film)
- 2017: Sélection officielle
- 2018: Vestiaires (TV-Serie, eine Folge)
- 2018: Victor Hugo, ennemi d’État (TV-Miniserie)
- 2020: H24 (TV-Serie, fünf Folgen)
- seit 2020: Ici tout commence (TV-Serie)
- 2022: Envol

## Theaterauftritte (Auswahl)
- 1991: Le Barbier de Séville von Pierre Augustin Caron de Beaumarchais – Regie: Jean-Luc Boutté, Comédie-Française
- 1992: Die Gräfin von Escarbagnas (La comtesse d’Escarbagnas) von Molière – Regie: Jacques Lassalle, Comédie-Française
- 1992: Der tolle Tag oder Figaros Hochzeit (La folle journée ou le Mariage de Figaro) von Pierre Augustin Caron de Beaumarchais – Regie: Antoine Vitez, Comédie-Française
- 1993: Warten auf Godot (En attendant Godot) von Samuel Beckett – Regie: Philippe Adrien, Comédie-Française
- 1997: Les Fausses confidences von Pierre Carlet de Marivaux – Regie: Jean-Pierre Miquel, Comédie-Française
- 1999–2000: George Dandin von Molière – Regie: Catherine Hiegel, Comédie-Française
- 2001: Monsieur Pourceaugnac von Molière – Regie: Philippe Adrien, Comédie-Française
- 2006–2007: Si tu mourais von Florian Zeller – Regie: Michel Fagadau, Comédie des Champs-Élysées
- 2010–2014: Caligula von Albert Camus – Regie: Stéphane Olivié Bisson, Théâtre de l’Athénée-Louis-Jouvet, Comédie de Picardie, Théâtre National de Nice, Théâtre des Célestins
- 2012–2013: Occupe toi d’Amélie von Georges Feydeau – Regie: Pierre Laville, Théâtre de la Michodière
- 2015: L’attentat von Yasmina Khadra – Regie: Franck Berthier, Comédie de Picardie
- 2017: Votre maman von Jean-Claude Grumberg – Regie: Charles Tordjman, Théâtre de l’Atelier
- 2018–2020: Die zwölf Geschworenen (Twelve Angry Men) von Reginald Rose – Regie: Charles Tordjman, Théâtre Hébertot

## Auszeichnungen
- 1997: Nominierung für den César in der Kategorie Bester Nachwuchsdarsteller für Les aveux de l’innocent
- 1999: César in der Kategorie Bester Nachwuchsdarsteller für Schule der Verführung
- 2002: Chevalier de l’Ordre des Arts et des Lettres (Ritterkreuz des Ordens der Künste und der Literatur)